# 佐藤三喜蔵
佐藤 三喜蔵（さとう みきぞう、文政2年（1819年） - 明治3年2月4日（1870年3月5日））は、明治時代の一揆指導者。別名に造酒之助。

## 経歴・人物
上野群馬郡下中居村の名主。
明治2年（1869年）高崎藩領45カ村の農民約4千人が年貢軽減を訴えた高崎五万石騒動の頭取のひとり。のち高井喜三郎・小島文次郎と共に捕えられ処刑された。
高崎市東町には五万石騒動義人慰霊堂があり、3人の処刑日に合わせ毎年義人祭が行われている。祭は2018年からは高崎市労使会館での開催となった。また、「上小塙村傘連判状」や「南新波村傘連判状」など五万石騒動を象徴する資料は「小島家五万石騒動関係文書」として 高崎市指定重要文化財に指定されている。